# Никола Кметов
Никола Венков Кметов е български офицер, полковник от кавалерията, командир на дивизион от 1-ви конен полк през Балканската (1912 – 1913) и Междусъюзническата война (1913), командир на 1-ви конен полк (1913 – 1917) и на 4-та конна бригада (1917 – 1918) през Първата световна война (1915 – 1918).

## Биография
Никола Кметов е роден на 24 август 1864 г. в Горна Оряховица. През 1883 г. постъпва във Военното на Негово Княжеско Височество училище, достига до звание юнкер, дипломира се под № 158, на 16 юли 1887 г. е произведен в чин подпоручик и зачислен в 3-ти конен полк. Взема участие в Сръбско-българската война (1885) в редовете на Търновската доброволна ученическа чета от състава на Ученическия легион. На 2 август 1891 е произведен в чин поручик, а през 1898 в чин ротмистър. През 1900 г. служи като старши офицер в 4-ти конен полк. На 27 септември 1904 г. е произведен в чин майор. През 1909 г. е командир на ескадрон от 1-ви конен полк, през 1911 е произведен в чин подполковник и от същата година командва дивизион в същия полк.
Подполковник Кметов в Балканската (1912 – 1913) и Междусъюзническата война (1913), като е на същата длъжност от преди войните. На 21 септември 1913 г. поема командването на 1-ви конен полк, на която служба е до 16 май 1914, като на 1 април 1914 г. е произведен в чин полковник. На 20 май 1915 г. отново е назначен за командир на 1-ви конен полк, на която служба е до 10 септември 1915. Поема за трети път полка на 15 ноември 1915 година.
По време на Първата световна война (1915 – 1918) полковник Кметов първоначално продължава командването на 1-ви конен полк, след което на 17 януари 1917 г. е назначен за командир на 4-та конна бригада. През 1919 г. командва 1-ва конна бригада. Същата година е уволнен от служба.
Полковник Никола Кметов умира на 6 септември 1929 г.

## Военни звания
- Подпоручик (16 юли 1887)
- Поручик (2 август 1892)
- Ротмистър (2 август 1898)
- Майор (27 септември 1904)
- Подполковник (1911)
- Полковник (1 април 1914)

## Награди
- Военен орден „За храброст“ IV степен, 2 клас
- Военен орден „За храброст“ III степен, 2 клас
- Орден Св. Александър IV степен с мечове по средата
- Народен орден „За военна заслуга“, V степен на обикновена лента
- Орден За заслуга на обикновена лента